# Spinosodus rufomaculatus
Spinosodus rufomaculatus är en skalbaggsart som beskrevs av Stefan von Breuning 1973. Spinosodus rufomaculatus ingår i släktet Spinosodus och familjen långhorningar.
Artens utbredningsområde är Laos. Inga underarter finns listade i Catalogue of Life.